# Lee Young-jin (futbolista nacido en 1972)
Lee Young-jin (en coreano: 이영진; nacido el 27 de marzo de 1972) es un exfutbolista y actual entrenador surcoreano. Que jugaba de defensa y su último club fue el Yongin Citizen de Corea del Sur. Actualmente dirige a Yongin FC sub-18.
Lee desarrolló gran parte de su carrera en Seongnam FC. Además, fue internacional absoluto por la Selección de fútbol de Corea del Sur y disputó la Copa Asiática 1996.
Como entrenador, fue nombrado asistente técnico del FC Seoul en febrero de 2013.

## Trayectoria

### Clubes como futbolista
| Club                                                        | País          | Año         |
| ----------------------------------------------------------- | ------------- | ----------- |
| Ilhwa Chunma / Cheonan Ilhwa Chunma / Seongnam Ilhwa Chunma | Corea del Sur | 1994 - 2004 |
| Sangmu (servicio militar)                                   | Corea del Sur | 1997 - 1998 |
| Yongin Citizen                                              | Corea del Sur | 2007 - 2008 |

### Selección nacional como futbolista
| Selección | País          | Año         |
| --------- | ------------- | ----------- |
| Absoluta  | Corea del Sur | 1995 - 1996 |

### Clubes como entrenador
| Club                                      | País          | Año             |
| ----------------------------------------- | ------------- | --------------- |
| Anyang LG Cheetahs / FC Seoul (asistente) | Corea del Sur | 1999 - 2004     |
| Escuela Secundaria Wonsam (asistente)     | Corea del Sur | 2005 - 2006     |
| Escuela Secundaria Wonsam                 | Corea del Sur | 2007 - 2008     |
| Escuela Secundaria de Baekam              | Corea del Sur | 2008            |
| Seongnam Ilhwa Chunma (asistente)         | Corea del Sur | 2009 - 2012     |
| FC Seoul (asistente)                      | Corea del Sur | 2013            |
| Seongnam FC (asistente)                   | Corea del Sur | 2014            |
| Seongnam FC (interino)                    | Corea del Sur | 2014            |
| Seongnam FC (asistente)                   | Corea del Sur | 2014 - 2016     |
| Yangpyeong FC                             | Corea del Sur | 2018            |
| Yongin FC sub-18                          | Corea del Sur | 2019 - Presente |

## Estadísticas

### Como futbolista

#### Selección nacional
Fuente:
| Selección de Corea del Sur | Selección de Corea del Sur | Selección de Corea del Sur |
| Año                        | Part.                      | Goles                      |
| -------------------------- | -------------------------- | -------------------------- |
| 1995                       | 2                          | 0                          |
| 1996                       | 7                          | 1                          |
| Total                      | 9                          | 1                          |

##### Participaciones en fases finales
| Torneo             | Sede | Resultado        | Partidos | Goles |
| ------------------ | ---- | ---------------- | -------- | ----- |
| Copa Asiática 1996 | EAU  | Cuartos de final | 4        | 0     |